# Lyces striata
Lyces striata là một loài bướm đêm thuộc họ Notodontidae. Nó là loài đặc hữu của Thái Bình Dương slope của Ecuador và Colombia.
Nó bắt chước với loài Crocomela erectistria.
Ấu trùng ăn Passiflora chelidonea.